# Bennet Guillory
Bennet 'Ben' Guillory (Baton Rouge (Louisiana), 7 november 1949) is een Amerikaans acteur, film- en theaterproducent en scenarioschrijver. 

## Biografie
Guillory is geboren in Baton Rouge (Louisiana) maar groeide op in San Francisco, en begon met zijn acteerperiode met het mede opzetten van de theater Robey Theatre in 1974 aldaar samen met acteur Danny Glover (bekend van de filmserie Lethal Weapon). Hij heeft ook diverse maal opgetreden in het theater zoals in het spel The Piano Lesson en The Last Season. Ook heeft hij diverse stukken geproduceerd in zijn theater. 
Guillory begon in 1983 met acteren voor televisie in de televisieserie The Jeffersons. Hierna heeft hij nog meerdere rollen gespeeld in televisieseries en films zoals The Color Purple (1985), The Young and the Restless (1992-1994),  My So-Called Life (1994), Charmed (2001) en NCIS (2004).
Guillory heeft in 1985 de televisiedocumentaire Martin Luther King geschreven als scenarioschrijver.

## Filmografie

### Films
Uitgezonderd korte films.
- 2023 Altered Perceptions - als David
- 2009 Repo Chick – als Rogers
- 2009 The Harimaya Bridge – als Daniel Holder
- 2007 Daddy's Little Girls – als schoolhoofd
- 2004 Blue Demon – als Norm
- 2004 Our Father – als T.P.
- 2004 Mean Jadine – als psycholoog
- 2001 Rush of the Palms – als Cletus
- 2001 Falling Like This – als mr. Salas
- 2001 They Crawl – als kapitein Righetti
- 2000 3 Strikes – als Stan Wilson
- 2000 Midnight Blue – als mr. Hamilton
- 1996 America's Dream – als Willie
- 1995 The Tuskegee Airmen – als vader van Hannibal
- 1994 Open Fire – als commandant Simpson
- 1987 Walker – als Achilles Kewen
- 1987 Maid to Order – als George Sterling
- 1987 The Kindred – als dr. Stone
- 1985 The Color Purple – als Grady

### Televisieseries
Uitgezonderd eenmalige gastrollen.
- 2001 Charmed – als The Source – 3 afl.
- 1994 My So-Called Life – als mr. Foster – 2 afl.
- 1993 Dark Justice – als ?? – 2 afl.
- 1992 – 1994 The Young and the Restless – als Walter Barber - 5 afl.
- 1991 Dangerous Women – als Dave Conner - 3 afl.
- 1983 Days of Our Lives – als Tilson - 7 afl.

### Computerspel
- 1997 Star Wars: Jedi Knight – Dark Forces II – als Rahn

- International Standard Name Identifier: 0000 0001 2340 863X
- Library of Congress Control Number: no2011104670
- Virtual International Authority File: 173195241
- WorldCat: E39PBJjXdXDbBykKm4gdwwhJXd